# Mellantjärnen (Sättna socken, Medelpad)
Mellantjärnen är en sjö i Sundsvalls kommun i Medelpad och ingår i Ljungans huvudavrinningsområde. Sjön har en area på 0,0332 kvadratkilometer och ligger 264,1 meter över havet. Sjön avvattnas av vattendraget Djupdalsbäcken.

## Delavrinningsområde
Mellantjärnen ingår i det delavrinningsområde (692991-155390) som SMHI kallar för Utloppet av Mellantjärnen. Medelhöjden är 296 meter över havet och ytan är 2,81 kvadratkilometer. Det finns inga avrinningsområden uppströms utan avrinningsområdet är högsta punkten. Djupdalsbäcken som avvattnar avrinningsområdet har biflödesordning 4, vilket innebär att vattnet flödar genom totalt 4 vattendrag innan det når havet efter 61 kilometer. Avrinningsområdet består mestadels av skog (93 procent).